# English Football League Championship
L'English Football League Championship també anomenada The Championship o Sky Bet Championship, per raons de patrocini, és la màxima competició futbolística de la Football League i la segona de la Lliga anglesa de futbol (per sota de la Premier League).
Va reemplaçar la Football League First Division i va prendre el nom de Football League Championship entre 2004 i 2016.

## La Competició
Hi ha 24 equips a la Football League Championship. Durant cada temporada (d'agost fins a maig), cada equip afronta dues vegades la resta, una vegada al seu estadi i una altra en el dels seus contrincants, en un total de 46 partits per cada equip. Al final de cada temporada els dos primers equips de la classificació, més el guanyador del lligueta d'ascens (que es disputa entre els equips que acaben entre el tercer i el sisè lloc), ascendeixen a la FA Premier League i són substituïts pels tres darrers de la Premier League.
Així mateix, els tres equips que fineixin a les últimes posicions, baixen a la Football League One i són reemplaçats pels dos primers equips de la classificació, més el guanyador del play-off d'aquesta divisió.

## Equips participants en la temporada 2024-25
| Club                 | Ciutat             | Estadi                          | Capacitat |
| -------------------- | ------------------ | ------------------------------- | --------- |
| Blackburn Rovers     | Blackburn          | Ewood park                      | 31.367    |
| Bristol City         | Bristol            | Ashton Gate Stadium             | 27.000    |
| Burnley FC           | Burnley            | Turf Moor                       | 22.000    |
| Cardiff City         | Cardiff            | Cardiff City Stadium            | 33.316    |
| Coventry City FC     | Coventry           | Coventry Building Society Arena | 32.609    |
| Derby County         | Derby              | Pride Park                      | 33.597    |
| Hull City            | Kingston upon Hull | MKM Stadium                     | 25.400    |
| Leeds United         | Leeds              | Elland Road                     | 40.000    |
| Luton Town           | Luton              | Kenilworth Road                 | 10.356    |
| Middlesbrough        | Middlesbrough      | Riverside Stadium               | 34.742    |
| Millwall             | Londres            | The Den                         | 20146     |
| Norwich City         | Norwich            | Carrow Road                     | 27.244    |
| Oxford United        | Oxford             | Kassam Stadium                  | 12.500    |
| Portsmouth           | Portsmouth         | Fratton Park                    | 21.100    |
| Preston North End    | Preston            | Deepdale                        | 23.408    |
| Queens Park Rangers  | Londres            | Loftus Road                     | 18.360    |
| Sheffield United     | Sheffield          | Bramall Lane                    | 32.050    |
| Sheffield Wednesday  | Sheffield          | Hillsborough                    | 39.732    |
| Stoke City           | Stoke-on-Trent     | Bet365 Stadium                  | 30.089    |
| Sunderland           | Sunderland         | Stadium of Light                | 49.000    |
| Swansea City         | Swansea            | Liberty Stadium                 | 21.088    |
| Watford              | Watford            | Vicarage Road                   | 22.200    |
| West Bromwich Albion | West Bromwich      | The Hawthorns                   | 26.688    |

## Palmarès de la Football League Championship

### Per temporada
| Temporada | Campió                     | Subcampió              | Campió play-off     |
| --------- | -------------------------- | ---------------------- | ------------------- |
| 2004–05   | Sunderland                 | Wigan Athletic         | West Ham United FC  |
| 2005–06   | Reading FC                 | Sheffield United FC    | Watford             |
| 2006–07   | Sunderland                 | Birmingham City FC     | Derby County        |
| 2007–08   | West Bromwich Albion       | Stoke City             | Hull City           |
| 2008–09   | Wolverhampton Wanderers    | Birmingham City FC     | Burnley FC          |
| 2009–10   | Newcastle United           | West Bromwich Albion   | Blackpool           |
| 2010–11   | Queens Park Rangers        | Norwich City           | Swansea City        |
| 2011–12   | Reading FC                 | Southampton            | West Ham            |
| 2012–13   | Cardiff City               | Hull City              | Crystal Palace      |
| 2013–14   | Leicester City             | Burnley FC             | Queens Park Rangers |
| 2014–15   | Bournemouth                | Watford                | Norwich City        |
| 2015-16   | Burnley FC                 | Middlesbrough          | Hull City           |
| 2016-17   | Newcastle United           | Brighton & Hove Albion | Huddersfield Town   |
| 2017-18   | Wolverhampton Wanderers FC | Cardiff City           | Fulham FC           |
| 2018-19   | Norwich City               | Sheffield United       | Aston Villa         |
| 2019-20   | Leeds United FC            | West Bromwich Albion   | Fulham FC           |
| 2020-21   | Norwich City               | Watford                | Brentford           |
| 2021-22   | Fulham FC                  | AC Bournemouth         | Nottingham Forest   |
| 2022-23   | Burnley FC                 | Sheffield United       | Luton Town          |
| 2023-24   | Leicester City             | Ipswich Town           | Southampton         |

## Màxims golejadors
| Temporada | Màxim golejador     | Club                    | Gols |
| --------- | ------------------- | ----------------------- | ---- |
| 2004–05   | Nathan Ellington    | Wigan Athletic          | 24   |
| 2005–06   | Marlon King         | Watford FC              | 21   |
| 2006–07   | Jamie Cureton       | Colchester United       | 23   |
| 2007–08   | Sylvan Ebanks-Blake | Wolverhampton Wanderers | 23   |
| 2008–09   | Sylvan Ebanks-Blake | Wolverhampton Wanderers | 25   |
| 2009–10   | Peter Whittingham   | Cardiff City            | 23   |
| 2010–11   | Danny Graham        | Watford                 | 24   |
| 2011–12   | Rickie Lambert      | Southampton             | 27   |
| 2012–13   | Glenn Murray        | Crystal Palace          | 30   |
| 2013–14   | Ross McCormack      | Leeds United FC         | 28   |
| 2014–15   | Daryl Murphy        | Ipswich Town            | 27   |
| 2015-16   | Andre Gray          | Burnley FC              | 25   |
| 2016-17   | Chris Wood          | Leeds United FC         | 27   |
| 2017-18   | Matěj Vydra         | Derby County            | 21   |
| 2018-19   | Teemu Pukki         | Norwich City            | 29   |